# Javier Parraguez
Javier Andrés Parraguez Herrera (Santiago, 31 dicembre 1989) è un calciatore cileno, attaccante del Coquimbo Unido.

## Carriera
Ha giocato nella prima divisione cilena. Nel 2019 è stato capocannoniere della Copa Chile.

## Palmarès

### Club

#### Competizioni nazionali
- Coppa del Cile: 1

Colo-Colo: 2021

### Individuale
- Capocannoniere della Copa Chile: 1

2019